# NGC 1373
NGC 1373 je galaksija u zviježđu Kemijska peć.

## Vanjske poveznice
- SEDS: NGC 1373